# شهرستان بیضا (یمن)
شهرستان بیضا (به عربی: مدیریة البیضاء)، شهرستانی در یمن است که در استان بیضا واقع شده است.

## ویژگی‌ها
شهرستان بیضا، ۴۰٬۲۸۹ نفر جمعیت دارد.